# 리처드 콕스
리처드 콕스(Richard Cox, 1948년 5월 6일 ~ )는 미국의 텔레비전 배우, 영화배우, 연극 배우이다.
뉴욕에서 태어났다.

## 영화
- 여름날 파티에서 대학살 2 (1987년)